# Ликсхейм, Жак-Анри де Лоррен
Жак-Анри де Лоррен (фр. Jacques-Henri de Lorraine; 24 марта 1698 — 2 июня 1734, Филиппсбург), князь де Ликсхейм — французский военный деятель.

## Биография
Второй сын Шарля де Лоррена, графа де Марсана, и Терезы де Гойон де Матиньон.
В детстве стал рыцарем Мальтийского ордена. 1 февраля 1719 получил во Франции кавалерийский полк и покинул орден. Герцог Лотарингский создал для него должность великого магистра своего дома и дал титул князя Ликсхейма.
16 мая 1728 был пожалован в рыцари орденов короля.
Бригадир (7.03.1734). Убит в 1734 году при осаде Филиппсбурга (по слухам, на дуэли).

## Семья
Жена (19.08.1721): Маргерит-Габриель де Бово (28.04.1707—1791), дочь маркиза Марка де Бово-Крана, и Маргерит де Линьевиль. Брак бездетный. Вторым браком вышла за Шарля-Пьера-Гастона де Леви, герцога де Мирпуа